# Novi primitivizam
Dok je krajem 1970-ih i početkom 1980-ih Zagrebom i Beogradom harao Novi val, u Sarajevu se pojavio pokret New Primitives (novi primitivizam).
Začetnici pokreta su Zabranjeno Pušenje, Plavi Orkestar, Elvis J. Kurtović i Crvena jabuka, a pridružili su im se neki sastavi poput banjalučkog Dinara.
To je svojevrsni jugoslavenski odgovor na britansku punk kulturu i new wave.
Nusprodukt pokreta New Primitives je i serija Top lista nadrealista.